# Lilla Åland
Lilla Åland är en pinnstol som formgavs 1940–1942 av Sven-Erik Fryklund och Carl Malmsten. Den tillverkas i massiv björk eller ek. 
Inspiration fick de vid ett besök i Finströms kyrka på Åland, där några olika pinnstolar stod uppradade. Malmsten återger denna händelse i boken Levande svensk tradition: "På Åland, där jag 1939 höll en slöjdkurs, mötte jag i sakristian till Finströms gamla medeltidskyrka några högryggade pinnstolar, som tog mig helt. Sätets schvungfulla kurvatur och smeksamt ändalyktsvänliga holkning, liksom benen och de 8 ryggpinnarna ansatsvisuppåtstigande strävor vittnade om mästerlig känsla för konstruktion och rytmiskt uttryck." 
Fryklund ritade av dessa och efter vissa egna justeringar och kompletteringar där formen renodlades kunde en serietillverkning påbörjas av företaget Stolab i Smålandsstenar. Som mästare var det Malmstens namn som angavs på ritningen och än idag är det han som officiellt anges som formgivare.
Lilla Åland finns även som karmstol med 3 cm bredare sits och som gungstol. Den senare benämndes från början Björn men döptes senare om till Åland gungstol.